# Абгар VIII
Абгар VIII — ассирийский царь Осроены.
В ряде источников он упоминается как Абгар VIII Великий, поэтому зачастую происходит смешение Абгара VIII и Абгара IX. После смерти Абгара VIII в 212 году на престол вступил его сын Абгар IX, получивший прозвище Severus в соответствии с модой на римские имена, господствовавшей в то время.